# Phaonia labidosternita
Phaonia labidosternita är en tvåvingeart som beskrevs av Sun och Feng 2004. Phaonia labidosternita ingår i släktet Phaonia och familjen husflugor. Inga underarter finns listade i Catalogue of Life.